# Felicitas
Felicitas (Felicyta) – rzymskie uosobienie (personifikacja) szczęścia, pomyślności. Przedstawiana na rewersach monet rzymskich z kaduceuszem, rogiem obfitości lub berłem, czasem wsparta o rzymską kolumnę.